# Enzo Storoni
Enzo Storoni, all'anagrafe Vincenzo Storoni (Roma, 12 dicembre 1906 – Roma, 22 febbraio 1985), è stato un giornalista e politico italiano di orientamento liberale, marito della storica Lidia Storoni Mazzolani.

## Biografia
Nacque nella capitale da Emilio Storoni, avvocato civilista che fu deputato liberale fino alla dichiarazione di decadenza nel 1926, di cui fu fatto segno in quanto aventiniano. Dopo la laurea in legge, esercitò a Roma la professione di avvocato e curò la rivista giuridica La settimana della cassazione fondata dal padre insieme all'ex ministro popolare Giovanni Battista Bertone.
Insieme al padre fu uno dei legali di casa Savoia, e nell'estate del 1943 fu incaricato dal ministro della Real Casa, duca Pietro d'Acquarone, d'accompagnare discretamente al palazzo del Quirinale alcuni esponenti del prefascismo (Orlando, Bonomi, Casati, Soleri, ecc.), affinché conferissero con il re Vittorio Emanuele III e preparassero il terreno a un ricambio politico dopo l'allontanamento di Mussolini, che infatti sarebbe avvenuto il 25 luglio. Il 26 luglio 1943 fu nominato alto commissario per l'Alimentazione dal primo governo Badoglio, ma dopo l'8 settembre fu costretto a nascondersi per due mesi travestito da frate perché ricercato dai nazisti.
In seguito aderì al Partito Liberale Italiano e fu sottosegretario all'Industria con delega al commercio nel governo Parri (giugno-dicembre 1945), quindi al Commercio con l'estero nel primo governo De Gasperi (dicembre 1945-luglio 1946). Nel 1948 si dimise dal PLI perché contrario all'alleanza elettorale con il Fronte dell'Uomo Qualunque alle elezioni politiche. Fu tra i membri fondatori del Movimento Liberale Indipendente dell'ambasciatore Nicolò Carandini, ma le sue aspettative circa le possibilità politiche di questo gruppo furono presto deluse.
Rientrato nel PLI, dal 1952 al 1960 fu una delle personalità più influenti del partito, di cui rappresentò l'ala riformista. Favorì l'ingresso di Giovanni Malagodi nel partito nel 1953. Dal 1952 al 1956 fu consigliere comunale di Roma per il PLI, e dal 1953 al 1956 fu assessore all'urbanistica. In tale veste, promosse la formazione del nuovo piano regolatore di Roma (che fu adottato nel 1962) e predispose alcuni provvedimenti contro la speculazione nelle aree edificabili e l'abusivismo edilizio nelle periferie. I passi più salienti della sua relazione in Consiglio comunale sull'urbanistica del dicembre 1953 sono riportati in tutte le principali pubblicazioni sulle vicende edilizie della Capitale.
Nel 1960 fu membro del comitato di presidenza dell'IRI, di cui fu vicepresidente dal 1972 al 1977, quando si dimise per contrasti con il presidente Giuseppe Petrilli che intendeva tenere artificialmente in vita l'EGAM diventato ormai un ente dispendioso e inutile. 
In seguito fu presidente del centro studi Cresme.
Come giornalista pubblicista collaborò dal 1944 al 1948 con il quotidiano Il Risorgimento Liberale, poi con il settimanale Il Mondo di Mario Pannunzio dal 1949 al 1953; dal 1976 al 1985 scrisse per il quotidiano La Repubblica.
È scomparso nel 1985 all'età di 78 anni.

## Opere principali
- La congiura del Quirinale, Le lettere 2013.